# Gasteiner Konvention

Die Herzogtümer Schleswig, Holstein und Lauenburg nach dem Deutsch-Dänischen Krieg 1864. Infolge der Gasteiner Konvention übernahm Preußen die Verwaltung Schleswigs und Lauenburgs, Österreich die Verwaltung Holsteins.

Die Gasteiner Konvention bzw. der Gasteiner Vertrag, der Vertrag von Gastein oder auch die Bad Gasteiner Beschlüsse war eine Übereinkunft zwischen Preußen und Österreich, die am 14. August 1865 im österreichischen Ort Bad Gastein unterzeichnet wurde. In dieser Konvention regelten die deutschen Großmächte ihre gemeinsame Herrschaft über die sogenannten „Elbherzogtümer“ Schleswig, Holstein und Lauenburg. Bereits am 19. August 1865 wurde der Vertrag von beiden Staaten ratifiziert.

## Vorgeschichte
Bis zum Deutsch-Dänischen Krieg 1864 unterstanden die Herzogtümer Schleswig, Holstein und Lauenburg der dänischen Krone, indem der dänische König in Personalunion auch Herzog der drei Territorien war. Staatsrechtlich war Schleswig ein dänisches Lehen, während Holstein und Lauenburg Gliedstaaten des Deutschen Bundes (und vor 1806 römisch-deutsche Lehen) gewesen waren. Nach dem Sieg Preußens und Österreichs über Dänemark im Deutsch-Dänischen Krieg 1864 bestand zwischen den beiden deutschen Großmächten Uneinigkeit über das weitere Vorgehen in Schleswig, Holstein und Lauenburg. Dänemark trat seine Rechte an den Herzogtümern im Frieden von Wien an Österreich und Preußen ab. Die Österreicher unterstützen die Bildung eines vereinigten Schleswig-Holsteins innerhalb des Deutschen Bundes. Preußen wollte dagegen die Eingliederung als Provinz in das eigene Staatsgebiet. Schließlich einigte man sich auf ein Kondominium über die Herzogtümer. Bald kam es jedoch zu neuerlichen Spannungen zwischen Österreich und Preußen. Im österreichischen Bad Gastein erreichte Ministerpräsident Otto von Bismarck als preußischer Verhandlungsführer mit dem österreichischen Gesandten Gustav von Blome in der Gasteiner Konvention schließlich eine Neuregelung der gemeinsamen Verwaltung. Verhandelt und unterzeichnet wurde der Vertrag im Badgasteiner Hotel Straubinger.

## Inhalt
Die Konvention bestand aus 11 Artikeln. Sie wurde von Bismarck und Blome am 14. August 1865 unterzeichnet und besiegelt. Beide Bevollmächtigte erhielten je ein Signatarexemplar.

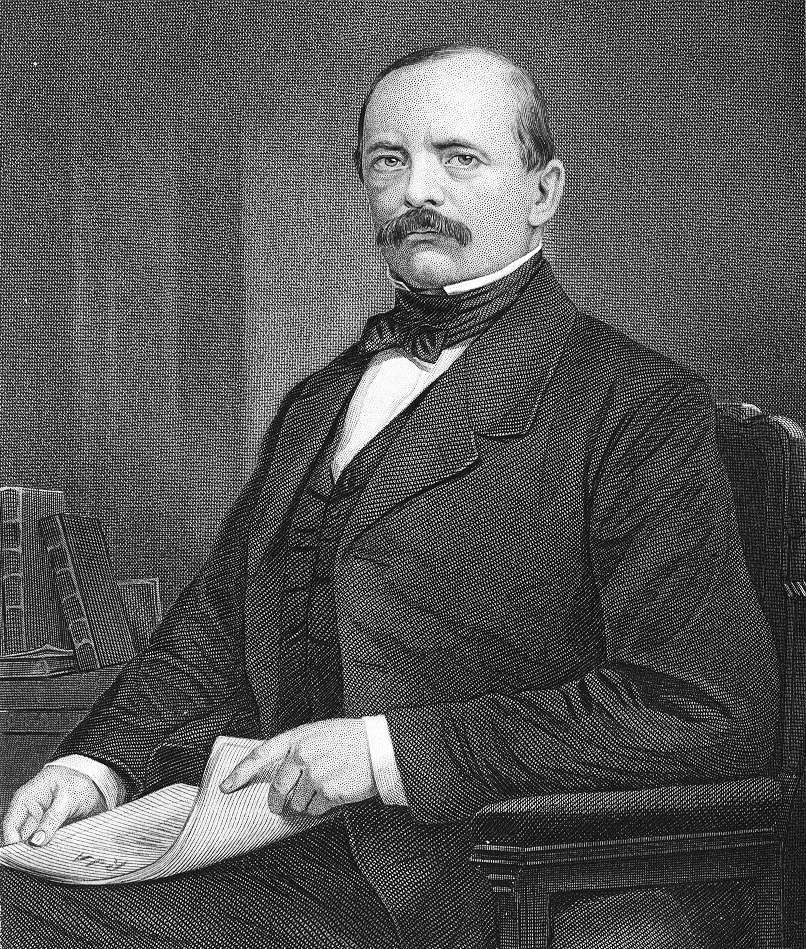
Otto von Bismarck (1873)

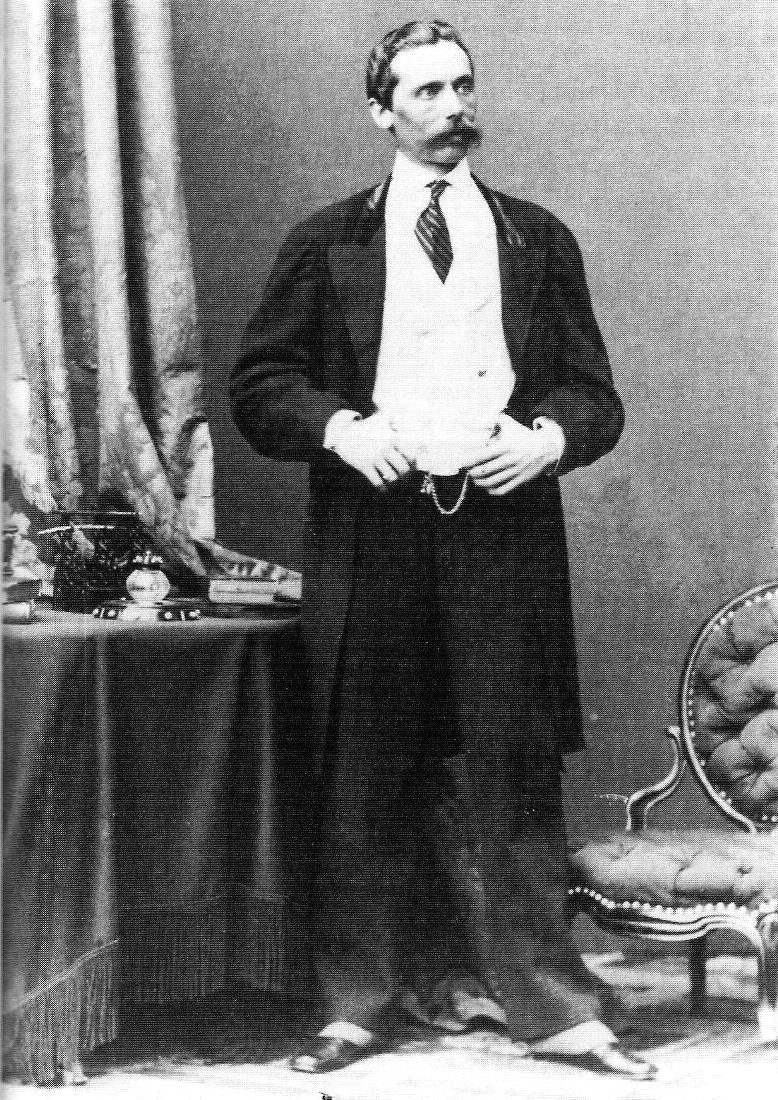
Gustav von Blome (1900)

Die gemeinsame Administration beider Herzogtümer wurde aufgegeben. Preußen bekam die Verwaltung von Schleswig und Österreich die von Holstein. Österreich verzichtete auf Lauenburg und trat seine Rechte an dem Herzogtum für 2,5 Mio. dänische Taler an die preußische Krone ab. Preußen sicherte sich auch das Durchzugsrecht auf zwei alten Heerstraßen durch Holstein, da Schleswig zu Lande nur über Holstein zu erreichen war. Außerdem wurde Preußen gestattet, einen Kanal und eine Telegrafenleitung durch Holstein zu bauen. 
Vereinbart wurde auch, eine Flotte des Deutschen Bundes zu schaffen und Kiel zum Bundeshafen unter preußischer Oberhoheit auszubauen. Zur Sicherung der nördlichen Grenze des Deutschen Bundes zu Dänemark sollte Rendsburg den Status einer Bundesfestung erhalten und dementsprechend befestigt und armiert werden. Die Beschlüsse kamen allerdings wegen des Ausbruchs des Deutschen Krieges und der Auflösung des Deutschen Bundes 1866 nicht mehr zur Ausführung.

## Auswirkungen
Der Vertrag von Gastein begünstigte Preußen und erleichterte es Bismarck, die Spannungen zwischen den beiden Mächten zu verschärfen. Auch trat zwischen Österreich und den Klein- und Mittelstaaten des Deutschen Bundes, die traditionell eher Österreich zugeneigt waren, eine stärkere Entfremdung ein. Es kam zu einem Sturm der Entrüstung über diesen Länderschacher, da er auch gemäß der Bundesakte rechtliche Zweifel aufwarf. 
Bismarck selbst bezeichnete die Gasteiner Konvention als eine „Verklebung der Risse im Bau“ und war bei der Unterzeichnung des Abkommens „nicht eben jubelnder Stimmung“. Der Vertrag war ein Kompromiss, den König Wilhelm nicht nur mit dem Kaiser von Österreich, sondern auch mit seinem Minister schloss. Diesem gab er durch die Erhebung in den Grafenstand (15. August 1865) ein Zeichen seiner Anerkennung. Durch den Kauf des Herzogtums Lauenburg erweiterte der preußische Staat sein Gebiet um rund 21 Quadratmeilen. Der König von Preußen regierte das Herzogtum in Personalunion und nahm den Titel Herzog von Lauenburg an.
Außenpolitisch hatte der Vertrag heftige Reaktionen hervorgerufen. Vor allem die französische Regierung unter Napoléon III. zeigte sich äußert betroffen und antwortete in scharfen diplomatischen Noten. Auch im Vereinigten Königreich Großbritannien und Irland wurde der Gasteiner Vertrag ungünstig aufgenommen, da es seine Interessen in der Nordsee und in Nordeuropa beeinträchtigt glaubte. Einzig Russland stand den preußischen Bestrebungen wohlwollend gegenüber, der Zar sah die wachsende Macht Preußens als gutes Gegengewicht gegen Österreich, dessen Schwächung in seinem Interesse lag.
Mit der Gasteiner Konvention unternahmen die beiden deutschen Großmächte fast den letzten Versuch zur friedlichen Einigung im Zusammenhang mit der Deutschen Frage. Der Entschluss Österreichs im Frühjahr 1866, die Entscheidung über Schleswig-Holstein der Bundesversammlung in Frankfurt am Main zu übertragen, wurde von Bismarck als Bruch des Gasteiner Vertrages und als feindseliger Akt bewertet. Am 7. Juni 1866 rückten preußische Truppen von Schleswig aus in Holstein ein. Am 14. Juni begann der Deutsche Krieg.

## Auszug aus der Gasteiner Konvention vom 14. August 1865
Artikel 1. „Die Ausübung der von den hohen vertragschließenden Theilen durch den Art. III des Wiener Friedenstraktates vom 30. Oktober 1864 gemeinsam erworbenen Rechte wird unbeschadet der Fortdauer dieser Rechte beider Mächte von der Gesamtheit beider Herzogtümer in Bezug auf das Herzogtum Schleswig auf seine Majestät den König von Preußen, in Bezug auf das Herzogtum Holstein auf seine Majestät den Kaiser von Österreich übergehen.“
Artikel 2. „Die hohen Contrahenten wollen im Bunde die Herstellung einer deutschen Flotte in Antrag bringen, und für dieselbe den Kieler Hafen als Bundeshafen bestimmen. Bis zur Ausführung der desfallsigen Bundesbeschlüsse benützen die Kriegsschiffe beider Mächte diesen Hafen und wird das Kommando und die Polizei über denselben von Preußen ausgeübt. Preußen ist berechtigt, sowohl zur Verteidigung der Einfahrt Friedrichsort gegenüber die nötigen Befestigungen anzulegen, als auch auf dem holsteinischen Ufer der Bucht, die dem Zweck des Kriegshafens entsprechenden Marine-Etablissements einzurichten. Diese Befestigungen und Etablissements stehen gleichfalls unter preussischem Kommando, und die zu ihrer Besatzung und Bewachung erforderlichen preussischen Marinetruppen und Mannschaften können in Kiel und Umgebung einquartiert werden.“
Artikel 3. „Die hohen kontrahierenden Teile werden in Frankfurt beantragen, Rendsburg zur Bundesfestung zu erheben.“
Artikel 4. „Während der Dauer der durch Artikel 1 der gegenwärtigen Übereinkunft verabredeten Teilung wird die Königl. preussische Regierung zwei Militärstraßen durch Holstein, die eine von Lübeck auf Kiel, die andere von Hamburg auf Rendsburg behalten.“
Artikel 9. „Seine Majestät der Kaiser von Österreich überläßt die im mehrerwähnten Wiener Friedensvertrag erworbenen Rechte auf das Herzogtum Lauenburg Seiner Majestät dem König von Preussen, wogegen die königl. preussische Regierung sich verpflichtet, der Kaiserl. österreichischen Regierung die Summe von zwei Millionen und fünfhunderttausend dänischen Thalern zu entrichten.“